# Il–18
Az Il–18 (NATO-kódja: Coot) az 1950-es években a Szovjetunióban az Iljusin-tervezőirodában kifejlesztett, négy légcsavaros gázturbinával felszerelt közepes hatótávolságú utasszállító repülőgép. Később szállító repülőgépként és egyéb speciális feladatkörben is alkalmazták, katonai változatai is készültek. 1957-ben repült először, sorozatgyártása 1959-től 1978-ig folyt.

## Története
Az Il–18 az Aeroflot közép-hatótávolságú gép iránti igénye alapján született meg. A repülőgép hasonló volt a brit Vickers Vanguard és a Lockheed L–188 Electra típusokhoz. A prototípus első felszállására 1957-ben került sor. Hamar kiderült a gép jó teljesítménye és könnyű kezelhetősége. Az összehasonlítás miatt NK–4 és Ivcsenko AI–20 hajtóművekkel is tesztelték (az NK–4 és az AI–20 is eredetileg második világháborús német tervezésű motor volt). Az AI–20 jobbnak bizonyult, így a gyártást ezzel a hajtóművel kezdték meg (Il–18V). A tesztrepülések 1958 márciusára fejeződtek be. Ezek közül a legnevezetesebb a Moszkva–Petropavlovszk útvonal volt (Irkutszk érintésével). A távolság nagyjából 9000 km volt, amit a gép 600 km/h átlagsebességgel, 8000 m-es magasságon tett meg.
A gép sorozatgyártása 1958–1978 között folyt a moszkvai 30. sz. Znamja Truda repülőgépgyárban. Az utasok szállítása 1959-ben kezdődött.
A repülőgép orrába en egy RPSN-2AMG ( RPSN-2N ) Emblema   mikrohullámú, igen jó minőségű radar lett beépítve, ami egy régebbi típusú amerikai  Wilcox lokátor szovjet másolata.

## Magyarországi alkalmazása

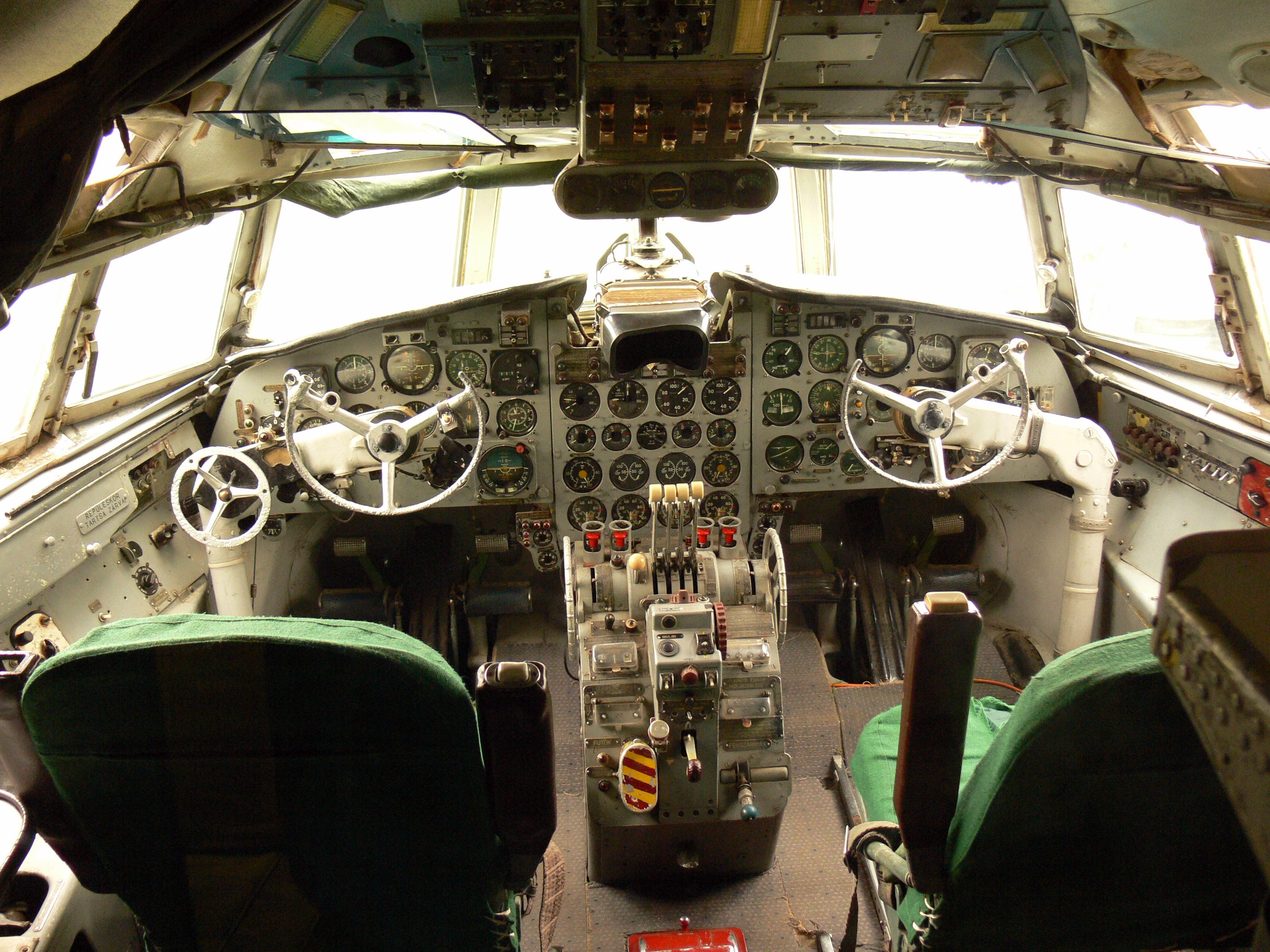
A Malév Il–18-asának pilótafülkéje a ferihegyi Aeroparkban

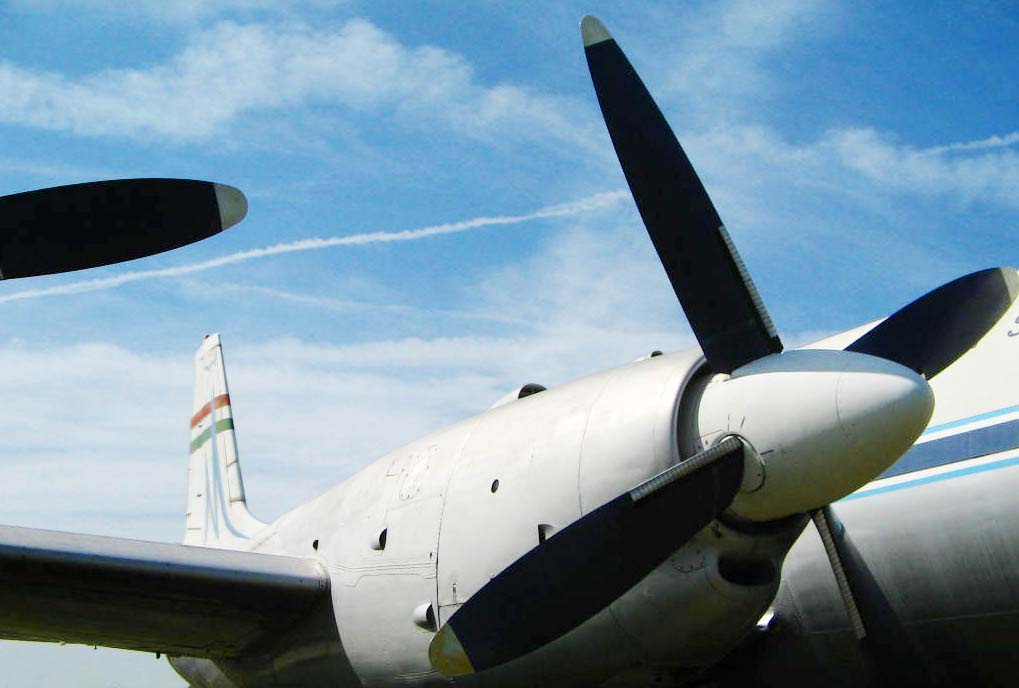
Az Il–18 típusú repülőgép hajtóműve - Szabadtéri Repülőmúzeum, Ferihegy

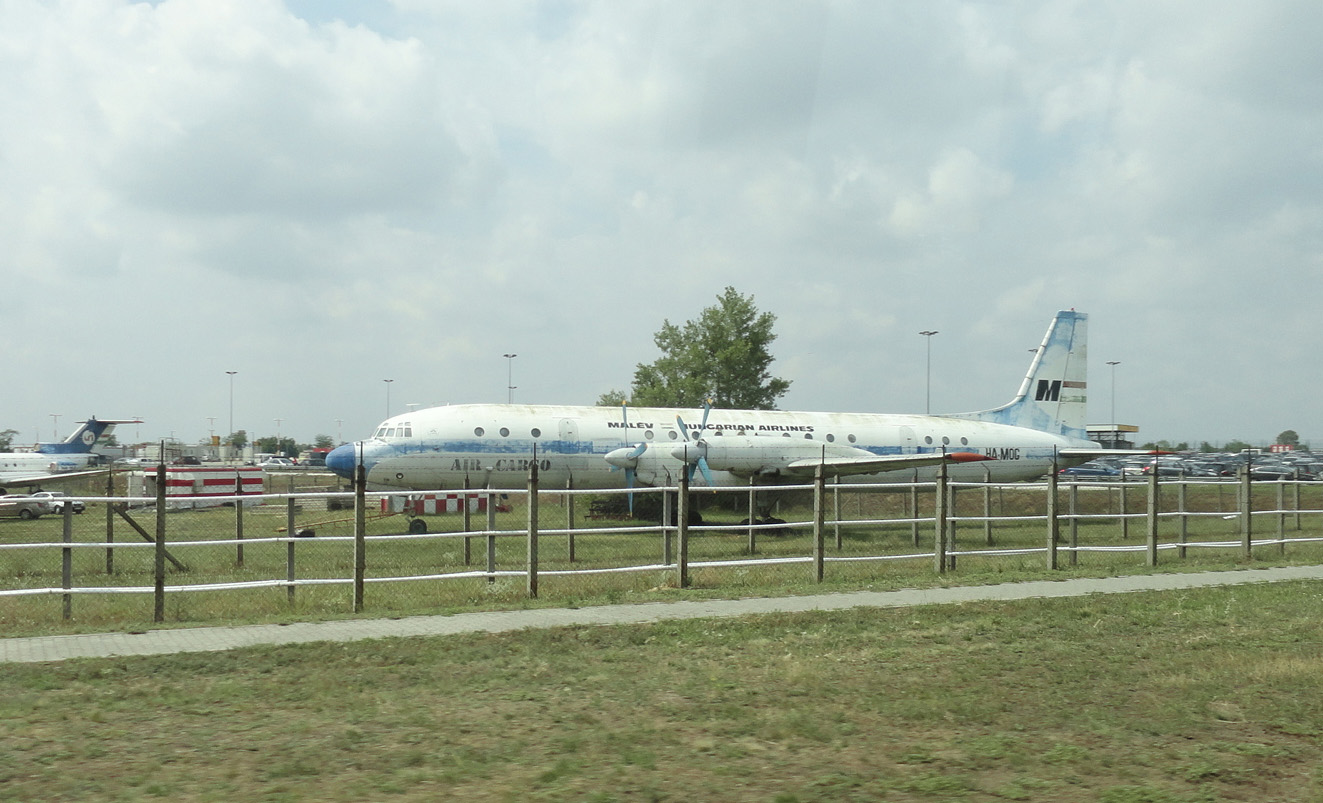
Az Il–18V (HA-MOG) a Ferihegy Repülőgép Emlékpark területén

A Magyar Légiforgalmi Vállalat (Malév) 1960–1989 között üzemeltette az Il–18-as típust. Az első, HA–MOA lajstromjelű repülőgép 1960. április 2-án érkezett Magyarországra. A repülőgépekkel a Malév már Európán kívüli célállomásokat is elért. Az 1970-es évek elejétől a sugárhajtású utasszállító repülőgépek kiszorították az utasforgalomból. Az 1970-es évek végén már csak 5 példánya repült a Malévnál, ezeket később átalakították teherszállító repülőgéppé. Három példánya van kiállítva. A Malév első gépe, a HA-MOA, valamint a 2006 novemberéig a repülőtér belterületén tárolt HA-MOG ma a ferihegyi Aeroparkban található. A HA–MOE a szolnoki repülőmúzeumban van kiállítva, a HA-MOI-t pedig Abdán cukrászdának átalakítva használták egészen 2011-ig. jelenleg a Kassai repüléstörteni múzeumban van kiállítva, ott látható. Három példánya szenvedett a Malév-nél katasztrófát. A HA-MOD jelű Párizsban 1962. november 23-án (21 áldozat) Kapitány István, a HA-MOC jelű Koppenhágában 1971. augusztus 28-án (31 áldozat) Szentgyörgyi Dezső parancsnoksága alatt, a HA-MOH pedig 1975. január 15-én Ferihegyen (9 áldozat).

## Típusváltozatai
- Il–18 – az első sorozatgyártású változat 75 utas szállítására alkalmas férőhellyel
- Il–18B – módosított változat, az utaslétszámot 84-re növelték
- Il–18V – 1961-ben modernizált változat, az utasférőhelyek számát 90–100-ra növelték
- Il–18I – Nagyobb teljesítményű Ivcsenko AI–20M légcsavaros gázturbinával felszerelt változat, nagyobb hatótávolsággal (nagyobb üzemanyagtartályokkal) és 122 fős utaslétszámmal
- Il–18D – Az Il18I sorozatgyártású változata, a legnagyobb darabszámban gyártott változat
- Il–18DORR – Tengeri halászati felderítő repülőgép
- Il–18RT – Rádió-bemérő repülőgép. 15 munkahellyel felszerelt bemérő. amely földi rádióelektronikai berendezések mérésére szolgált. 1964-ben két darab Il–18V-t alakították át Il–18 RT-vé. Il–18 SZIP jelzéssel is ismert.
- Il–18E – Az Il–18I csökkentett hatótávolságú változata kisebb méretű üzemanyagtartályokkal
- Il–18T – Teherszállító változat
- Il–20M – Az Il–18D-n alapuló rádióelektronikai felderítő repülőgép
- Il–22 – Az Il–18 alapján kialakított repülő harcálláspont
- Il-22M - Katonai parancsnoki változat [2]
- Il–24 – Az Il–18D alapján kialakított felderítő változat
- Il–38 – Az Il–18 alapján kialakított haditengerészeti változat

## Műszaki adatok (Il–18D)
Tömeg- és méretadatok
- Hossz: 35,90 m
- Fesztáv: 37,42 m
- Magasság: 10,17 m
- Szárnyfelület: 140 m²
- Üres tömeg: 35 000 kg
- Maximális felszállótömeg: 64 000 kg
- Legnagyobb teher: 3500 kg
- Legtöbb utas: 122 fő

Hajtóművek
- Hajtómű típusa: Ivcsenko AI–20M légcsavaros gázturbina
- Hajtóművek száma: 4 db
- Teljesítmény: 4 × 3169 kW (4250 LE )

Repülési adatok
- Legnagyobb sebesség: 685 km/h
- Utazósebesség: 625 km/h
- Utazómagasság: 10 000 m
- Hatótávolság: 6500 km / 2500 km (maximális teherrel)

## Külső hivatkozások
- Az Iljusin Repülőgépgyártó Vállalat honlapja
- Il–18 megszakított felszállás (videó)
- Malév Il–18-asának 1975-ös katasztrófája (videó) Archiválva 2009. február 1-i dátummal a Wayback Machine-ben